# Dynastie Kwilu
La Dynastie Kwilu  également nommée la maison de Kwilu (portugais : Coulo), est un kanda ou lignage royal du royaume du Kongo.

## Origines
Avant l'arrivée au pouvoir du Kanda (lignage), Kwilu, le kanda Kilukeni, kanda ou Maison de Lukeni avait régné sur le Kongo depuis sa création vers la fin du XIVe siècle. Après la mort du roi Henri Ier, le pouvoir passe entre les mains d' Álvare Ier. Álvare est le beau-fils d' Henri Ier, fils de sa cousine et épouse, Dona Isabel Lukeni lua Mvemba, seconde fille du roi Alphonse Ier, et d'un noble inconnu, ce qui explique probablement pourquoi un nouveau kanda s'est formé lorsqu'il parvient à hériter du trône. Il arrive au pouvoir en  1567 et prend comme nom royal pour sa lignée celui du petit district dans lequel il était né au nord de la capitale.

## Règne
À l'exception de la période troublé de l'invasion Yaka pendant les premières années du règne d'Álvare Ier, la maison de Kwilu règne sur le royaume sans interruption jusqu'au 4 mai 1622. A cette époque Álvare III meurt ne laissant qu'un fils trop jeune pour être élu roi. Le Kanda Kinkanga qui prend le pouvoir est ensuite chassé et remplacé par cet héritier Ambroise ce qui permet au Kanda Kwilu de se rétablir. le roi Ambróise est tué lors d'une grande révolte et à comme successeur un enfant Alvare IV du Kongo, le dernier roi de la maison de Kwilu. Aucun membre de la maison Kwilu n'obtient le trône après 1636, et le royaume du Kongo est gouverné par différentes maisons proclamant toutes être issues du roi Alphonse Ier ou de sa parenté.

## Articles liés
- Kilukeni
- Kimpanzu
- Kinlaza
- Kinkanga
- Água Rosada